# Mario Iozzo
Mario Iozzo (Catanzaro, 14 settembre 1957) è un archeologo e funzionario italiano.
Autore di varie monografie e di molti articoli scientifici, di numerosissime schede di catalogo per mostre nazionali e internazionali (si contano centinaia di pagine), ma anche di volumi di carattere divulgativo sulla Grecia tradotti in molte lingue, Mario Iozzo si è dedicato principalmente allo studio dell'arte del mondo greco e magnogreco di età arcaica, con particolare riguardo alla ceramica - figurata e a rilievo - e alla scultura.
Dal 1987 in servizio come funzionario archeologo nel Ministero della Cultura, è stato inizialmente nella Soprintendenza per i Beni Archeologici della Toscana. Dal 2015 al 2024 è stato funzionario nella Direzione Regionale Musei della Toscana.. 

## Biografia
Si è laureato nel 1981 discutendo una tesi in archeologia e storia dell'arte greca all'Università di Firenze con Enrico Paribeni, per poi conseguire il Perfezionamento presso la Scuola di Specializzazione dell'Università di Pisa con Luigi Beschi e nel 1982-1984 presso la Scuola archeologica italiana di Atene sotto la guida di Antonino Di Vita. Ha conseguito il dottorato di ricerca nel 1989 presso le Università Toscane Consorziate, con la supervisione di Luigi Beschi e con un breve soggiorno di studio con Dietrich von Bothmer presso il Metropolitan Museum of Art, di New York.
Ha partecipato a scavi in Grecia (a Creta: Gortina e Hagia Triada; in Arcadia: Pallantion e Tegea), in Italia meridionale (Lokroi Epizephyrioi, Hipponion e Skylletion), in Sardegna (Olbia) e, come direttore, in vari territori della Toscana (Ager Soanensis, Ager Volaterranus, Ager Pistoriensis e Ager Clusinus). Sotto la sua direzione sono stati scoperti e/o recuperati il tratto arcaico delle mura etrusche di Golfuccio e il corredo della Tomba di Poggio alle Croci a Volterra, varie sepolture intatte nella necropoli del Chiarugi e gli affreschi romani di Primo Stile sull'acropoli della medesima città; in provincia di Siena, la tomba della Quadriga Infernale di Sarteano, la necropoli di Balena e la stipe votiva di Doccia della Testa a San Casciano dei Bagni, nonché a Chiusi il complesso monumentale romano di Via dei Longobardi (con la creazione di una nuova area archeologica) e i resti dell'edificio palaziale longobardo sulla collina del Municipio.   
Ha effettuato studi e ricerche (anche con borse di studio di varie istituzioni italiane e straniere) nei musei archeologici di Atene, Corinto, Isthmia, Tegea, Taranto, Reggio Calabria, Locri, Crotone, Vibo Valentia, Sibari, Palermo, Siracusa, Catania, Chiusi e Firenze, nonché nel Metropolitan Museum of Art di New York, nel J. Paul Getty Museum di Malibu (Los Angeles) e nei Musei Vaticani. 
Dal 1995 al 2001 ha insegnato all'Università di Pisa, dapprima in qualità di professore a contratto e poi come docente incaricato, per le cattedre di Archeologia Greca e/o di Archeologia della Magna Grecia. Nello stesso tempo teneva corsi di Archeologia e storia dell'Arte Greca all'Università Internazionale dell'Arte (Firenze), carica che ha ricoperto per 14 anni (1996-2010). Nel 1996 è stato nominato vice-direttore del Centro di Restauro della Soprintendenza Archeologica di Firenze, per poi dirigerlo dal 2001 al 2003.  Nel 1998 è diventato direttore del Museo archeologico nazionale di Chiusi (che nel 2000 ha completamente riallestito, con fondi della Comunità Europea), ruolo da lui ricoperto fino al 2008, quando è passato al Museo archeologico nazionale di Firenze come Curatore delle Collezioni Storiche e della sezione Magnogreca e Siceliota e con funzioni di vice-direttore in absentia. Nel 2015 è stato nominato direttore dello stesso museo e dell'Antiquarium di Villa Corsini a Castello (Firenze). Nel Museo archeologico fiorentino si devono a lui, tra le altre cose, grazie a fondi di sponsor privati e all'Associazione non profit Friends of Florence, l'allestimento del Corridoio Mediceo con l'esposizione di parte della collezione di cammei e intagli mediceo-lorenesi e il relativo catalogo (a cura di R. Gennaioli), il riallestimento del Monetiere, la nuova sala del Vaso François, la sezione dei bronzetti greco-romani, il rifacimento degli apparati didascalici delle principali opere in esposizione, tra cui il sarcofago delle Amazzoni e tutti i grandi bronzi, la realizzazione di due app, di cui una con realtà aumentata e virtual tour del museo, i restauri della protome equina in bronzo detta Medici-Riccardi, del cd. torso di Livorno appartenuto a Cosimo I, della statua di Afrodite un tempo nel Palazzo Salviati poi Da Cepparello, dell'urna etrusca bisoma del Bottarone di Perugia (grazie a un finanziamento della Confederazione Elvetica), nonché di alcune delle riproduzioni di pitture etrusche, opere di A.G. Gatti (1863-1947); infine, la ripresa dello studio e della pubblicazione delle migliaia di frammenti greci ed etruschi un tempo parte della Collezione del marchese Giovanni Pietro Campana; ha inoltre avviato la redazione di alcuni fascicoli del Corpus Speculorum Etruscorum della consistente raccolta del Museo Archeologico di Firenze, una delle più grandi d'Italia. Inoltre, grazie a un progetto pluriennale elaborato in collaborazione con la Scuola Normale Superiore di Pisa, ha coordinato la realizzazione di un database (a cura di Alessia Disanti) delle circa 900 sculture romane in marmo del Museo Archeologico trasferite a Villa Corsini dopo la disastrosa esondazione dell'Arno nel 1966.
Dal 2015 al 2024, in collaborazione con Barbara Arbeid, ha curato il progetto (Master plan) di riallestimento dell'intero museo e soprattutto della parte (progetto di dettaglio) relativa alla sezione Topografica e a quella della Scultura Etrusca, con fondi di sponsor americani per la realizzazione del progetto da parte dello Studio Guicciardini & Magni Architetti, di Firenze, e del Ministero della Cultura (Grandi Progetti Culturali) per la realizzazione degli allestimenti. 
Sotto la sua direzione il patrimonio del Museo Archeologico di Firenze si è arricchito di numerose donazioni e acquisizioni effettuate grazie alla disponibilità di sponsor italiani e stranieri e ha introitato oltre 2 milioni di euro in erogazioni lberali: oltre a importanti opere ricevute per prelazione, come la celebre Testa Lorenzini, significativi rilievi egizi (tra i quali un ulteriore frammento dalla Tomba di Sethi I) e un raro Spectacle Idol siro-mesopotamico, ha organizzato l'acquisto oppure favorito o stimolato la donazione delle collezioni Colombo (lotti I, II e III), Passerini (lotti II e III), Pineider (lotti I e II), Giacomelli, Ambrogi Lorenzini, Bronson, Francalanci, nonché l'acquisto dell'anfora attica Boncompagni Ludovisi Ottoboni e di una rara phiale con Pegaso dipinta nello stile di Gnathia ma di ambiente peuceta.
Sotto la sua direzione il Museo Archeologico di Firenze è passato dalla categoria dei Piccoli Musei (quelli con meno di 50.000 visitatori all'anno) al livello superiore, registrando nel 2024 oltre 83.600 presenze. Inoltre, nel 2016 è stato insignito del primo premio nel Concorso F@Mu (Giornata Nazionale delle Famiglie al Museo) per le attività educative e per la mostra "Giochi e gare al museo" e ha ricevuto la targa commemorativa del Presidente della Repubblica Italiana on. Sergio Mattarella per la mostra "Winckelmann, Firenze  e gli Etruschi. Il Padre dell'archeologia in Toscana". 
Per 10 anni, dal 2014 al 2024, ha organizzato un ciclo annuale di conferenze, dal titolo "Incontri al Museo", con una media di 13 incontri distribuiti su 9 mesi (15 settembre-15 giugno), che hanno registrato un totale di oltre 12.000 presenze.
Per un lungo periodo ha collaborato, in via riservata, con il Comando Carabinieri per la Tutela del Patrimonio Culturale, collaborando tra le altre cose al recupero dagli Stati Uniti di una statua femminile sottratta dal Canopo di Villa Adriana a Tivoli; dal mercato antiquario della Germania, di un boccaletto monoansato (mug) attico a figure rosse, attribuito al Pittore di Pan, sottratto dai magazzini del Museo Archeologico Nazionale di Taranto; dal mercato antiquario di Firenze, di due consistenti lotti di frammenti vascolari greci, alcuni con iscrizioni dedicatorie, provenienti dal santuario della Malophoros a Selinunte, già pubblicati da E. Gabrici in Monumenti Antichi dei Lincei XXXII e sottratti dal magazzino del Museo Archeologico A. Salinas di Palermo.
Nel 2010, a Parigi, è stato insignito, insieme a Martine Denoyelle, del premio Delepierre conferitogli dall’Association des Études Grecques per il volume La céramique grecque figurée en Italie méridionale et en Sicile. Productions coloniales et apparentées du VIIIe au IIIe siècle av. J.-C (Paris 2009), nel quale si è occupato della parte concernente la ceramica a figure nere.
Nel 2022 è stato dedicato un volume di studi in suo onore, dal titolo Ho pais kalos. Scritti di archeologia offerti a Mario Iozzo per il suo sessantacinquesimo compleanno, a cura di Barbara Arbeid, Elena Ghisellini e Maria Rosaria Luberto (Edizioni Espera, Monte Compatri - Roma).

## Mostre
Ha organizzato le seguenti mostre (molte delle quali in collaborazione):
- Capolavori di Euphronios: un pioniere della ceramica attica (Arezzo, Museo Archeologico Nazionale 'G. C. Mecenate', 1990), replicata a Parigi e poi a Berlino
- Calchi in gesso: due esempi di tecniche di formatura (Firenze, Museo Archeologico Nazionale, 1996)
- “...qual era tutto rotto". L’enigma dell’Idolino di Pesaro. Indagini per un restauro (Firenze, Museo Archeologico Nazionale, 1988)
- Dal Restauro al Museo: ceramiche della Collezione Vagnonville  (Firenze, Museo Archeologico Nazionale, 2001)
- L’Efebo di Via dell’Abbondanza: da Pompei a Firenze per ritornare se stesso (Firenze, Museo Archeologico Nazionale, 2002), replicata a Chiusi
- Magna Graecia. Greek Art from South Italy and Sicily (Cleveland, Museum of Art; Tampa, Museum of Art, 2002-2003)
- Etruschi. La Collezione Bonci Casuccini tra Chiusi, Siena e Palermo (Siena, S. Maria della Scala, e Chiusi, Museo Archeologico Nazionale, 2007-2008)
- The Chimaera of Arezzo (Malibu, The J. Paul Getty Museum, 2009-2010)
- “Ludus in fabula": Giochi e immagini dell’Infanzia nell’Antichità (Chiusi, Museo Archeologico Nazionale, 2008-2009)
- Arte della Magna Grecia. La Collezione G. Colombo (Firenze, Museo Archeologico Nazionale, 2013)
- Kaulonía, la città dell'amazzone Clete. Gli scavi dell'Università degli Studi di Firenze a Monasterace Marina (Firenze, Museo Archeologico Nazionale, 2013-2014)
- Piccoli Grandi Bronzi. Capolavori greci, etruschi e romani delle Collezioni Mediceo-Lorenesi (Firenze, Museo Archeologico Nazionale, 2015)
- Winckelmann, Firenze e gli Etruschi. Il Padre dell’archeologia in Toscana (Firenze, Museo Archeologico Nazionale, 2016-2017)
- Pretiosa Vitrea. L’arte vetraria antica nei Musei e nelle Collezioni private della Toscana (Firenze, Museo Archeologico Nazionale, 2017-2018)
- Giochi e gare...dall'Antichità al Museo (Firenze, Museo Archelogico Nazionale, 2017-2018)
- L’Arte di donare. Nuove acquisizioni nel Museo Archeologico Nazionale di Firenze (Firenze, Museo Archeologico Nazionale, 2018-2019)
- Tesori dalle terre d'Etruria: la collezione dei conti Passerini, Patrizi di Firenze e Cortona (Firenze, Museo Archeologico Nazionale, 2020-2021)
- Le nuvole e il fulmine. Gli Etruschi interpreti del volere divino (Reggio Calabria, Museo Archeologico Nazionale, 2023-2024)

## Titoli
- Membro della Commissione italiana del Corpus Vasorum Antiquorum (Unione Accademica Nazionale)
- Socio Ordinario della Società Archeologica Greca di Atene (He en Athenais Archaiologike Hetaireia)
- Membro Ordinario dell’Istituto Nazionale di Studi Etruschi e Italici
- Membro Corrispondente dell'American Institute of Archaeology
- Socio Corrispondente della Pontificia Accademia Romana di Archeologia
- Socio Effettivo dell’Accademia Toscana di Scienze e Lettere ‘La Colombaria’
- Accademico Corrispondente dell’Accademia Etrusca di Cortona
- Accademico d’Onore dell’Accademia delle Arti del Disegno
- Socio Onorario dell'Istituto Italiano di Preistoria e Protostoria